# Supercopa alemanya de futbol 2024
La Supercopa alemanya de futbol de 2024 (2024 DFL-Supercup en alemany) va ser la 15a edició de la supercopa alemanya sota el nom de DFL-Supercup, un partit de futbol anual disputat pels guanyadors de les competicions de la Bundesliga i DFB-Pokal de la temporada anterior. El partit es va jugar el 17 d'agost de 2024.
El partit va comptar amb el Bayer Leverkusen, campió de la Bundesliga 2023–24 i guanyador de la DFB-Pokal 2023–24 (completant un doblet nacional), i el VfB Stuttgart, el subcampió de la Bundesliga. Tot i que els campions de la lliga normalment jugaven fora, la Deutsche Fußball Liga va seleccionar el Bayer Leverkusen per acollir el partit al BayArena de Leverkusen. Aquesta va ser la primera DFL-Supercup des del 2011 que no comptava amb el Bayern de Munic.
El Bayer Leverkusen va guanyar el partit per 4–3 als penals, després d'un empat 2–2 al cap de 90 minuts, aconseguint d'aquesta manera el seu primer títol de la DFL-Supercup.

## Equips
A la taula següent, els partits fins al 1996 estaven en l'era DFB-Supercup, des del 2010 estaven en l'era DFL-Supercup.
| Equip            | Qualificació                                                           | Aparicions anteriors (la negreta indica els guanyadors) |
| ---------------- | ---------------------------------------------------------------------- | ------------------------------------------------------- |
| Bayer Leverkusen | Campions de la Bundesliga 2023–24 i guanyadors de la DFB-Pokal 2023–24 | 1 (1993)                                                |
| VfB Stuttgart    | Subcampió de la Bundesliga 2023–24                                     | 1 (1992)                                                |

## Partit

### Detalls
| Bayer 04 Leverkusen                 | 2 - 2   | VfB Stuttgart                                |
| ----------------------------------- | ------- | -------------------------------------------- |
| Boniface 11' · Schick 88'           | Informe | Millot 15' · Undav 63'                       |
| Tanda de penals                     |         |                                              |
| Shick · Grimaldo · García · Tapsoba | 4 - 3   | Millot · Demirović · Krätzig · Undav · Silas |

| Bayer Leverkusen | VfB Stuttgart |

| GK          | 1           | Lukas Hradecky (c) |     |     |
| CB          | 12          | Edmond Tapsoba     | 71' |     |
| CB          | 8           | Robert Andrich     |     | 73' |
| CB          | 3           | Piero Hincapié     |     |     |
| RM          | 19          | Nathan Tella       |     | 73' |
| CM          | 34          | Granit Xhaka       | 61' |     |
| CM          | 24          | Aleix García       |     |     |
| LM          | 44          | Jeanuël Belocian   |     | 84' |
| AM          | 21          | Amine Adli         |     | 73' |
| AM          | 11          | Martin Terrier     | 37' |     |
| CF          | 22          | Victor Boniface    | 80' | 41' |
| Substituts: |             |                    |     |     |
| GK          | 17          | Matěj Kovář        |     |     |
| DF          | 4           | Jonathan Tah       |     | 41' |
| DF          | 6           | Odilon Kossounou   |     |     |
| DF          | 13          | Arthur             |     |     |
| DF          | 20          | Álex Grimaldo      |     | 84' |
| DF          | 30          | Jeremie Frimpong   | 86' | 73' |
| MF          | 7           | Jonas Hofmann      |     |     |
| FW          | 10          | Florian Wirtz      | 85' | 73' |
| FW          | 14          | Patrik Schick      |     | 73' |
| Entrenador: |             |                    |     |     |
| Xabi Alonso | Xabi Alonso | Xabi Alonso        | 43' |     |

| GK               | 33 | Alexander Nübel        |     |     |
| RB               | 15 | Pascal Stenzel         | 82' | 83' |
| CB               | 29 | Anthony Rouault        |     |     |
| CB               | 24 | Jeff Chabot            | 86' |     |
| LB               | 7  | Maximilian Mittelstädt |     | 62' |
| DM               | 16 | Atakan Karazor (c)     |     |     |
| DM               | 6  | Angelo Stiller         | 44' | 62' |
| RW               | 18 | Jamie Leweling         |     | 62' |
| LW               | 27 | Chris Führich          |     | 77' |
| SS               | 8  | Enzo Millot            | 78' |     |
| CF               | 9  | Ermedin Demirović      | 71' |     |
| Substituts:      |    |                        |     |     |
| GK               | 1  | Fabian Bredlow         |     |     |
| DF               | 3  | Ramon Hendriks         |     |     |
| DF               | 13 | Frans Krätzig          |     | 62' |
| MF               | 5  | Yannik Keitel          |     | 83' |
| MF               | 32 | Fabian Rieder          |     |     |
| FW               | 11 | Nick Woltemade         |     |     |
| FW               | 14 | Silas Katompa Mvumpa   |     | 62' |
| FW               | 17 | Justin Diehl           |     | 77' |
| FW               | 26 | Deniz Undav            |     | 62' |
| Entrenador:      |    |                        |     |     |
| Sebastian Hoeneß |    |                        |     |     |

| Home del partit: Deniz Undav (VfB Stuttgart) Àrbitres assistents : Christian Gittelmann (Gauersheim), Jonas Weickenmeier (Bad Homburg) Quart oficial : Florian Exner (Münster) Àrbitre assistent de vídeo : Pascal Müller (Freudental) Assistent de vídeo àrbitre : Justus Zorn (Friburg) | Regles del partit - 90 minuts - Tanda de penals si el partit acaba en empat - Nou suplents a la banqueta - Màxim de cinc substitucions |